# Teppo Kivelä
Teppo Kivelä (Finnország, Espoo, 1967. október 8. –) finn profi jégkorongozó.

## Karrier
Komolyabb karrierjét a Jokerit Helsinkiben kezdte 1984–1985-ben majd a következő szezont is itt töltötte. 1986–1992 között a HPK Hämeenlinnában játszott. Legjobb szezonjában 73 ponttal a finn liga pontkirálya lett. Közben az 1987-es NHL-drafton a Minnesota North Stars választotta ki az ötödik kör 88. helyén. 1992–1994 között a HIFK Helsinkiben szerepelt. 1994–1996 között az Ässät Poriban játszott. 1996-ban átment a svéd ligába a Brynäs IF csapatába 1999-ig játszott. 1999–2000-ben a francia majd 2000–2002 között a dán ligában szerezte a pontokat.

## Nemzetközi karrier
Játszott 1985-ös U20-as jégkorong-Európa-bajnokságon. Részt vett az 1986-os U20-as jégkorong-világbajnokság és az 1987-es U20-as jégkorong-világbajnokságon. Képviselte hazáját az 1991-es jégkorong-világbajnokságon.

## Díjai
- Junior-világbajnokság aranyérem: 1987
- Junior világbajnokság Második All-Star Csapat: 1987
- Veli-Pekka Ketola-trófea: 1991
- SM-liiga All-Star Csapat: 1991
- SM-Liiga bronzérem: 1991, 1995
- Svéd bajnok: 1999
- Dán bajnok: 2001